# Cuir de fruit

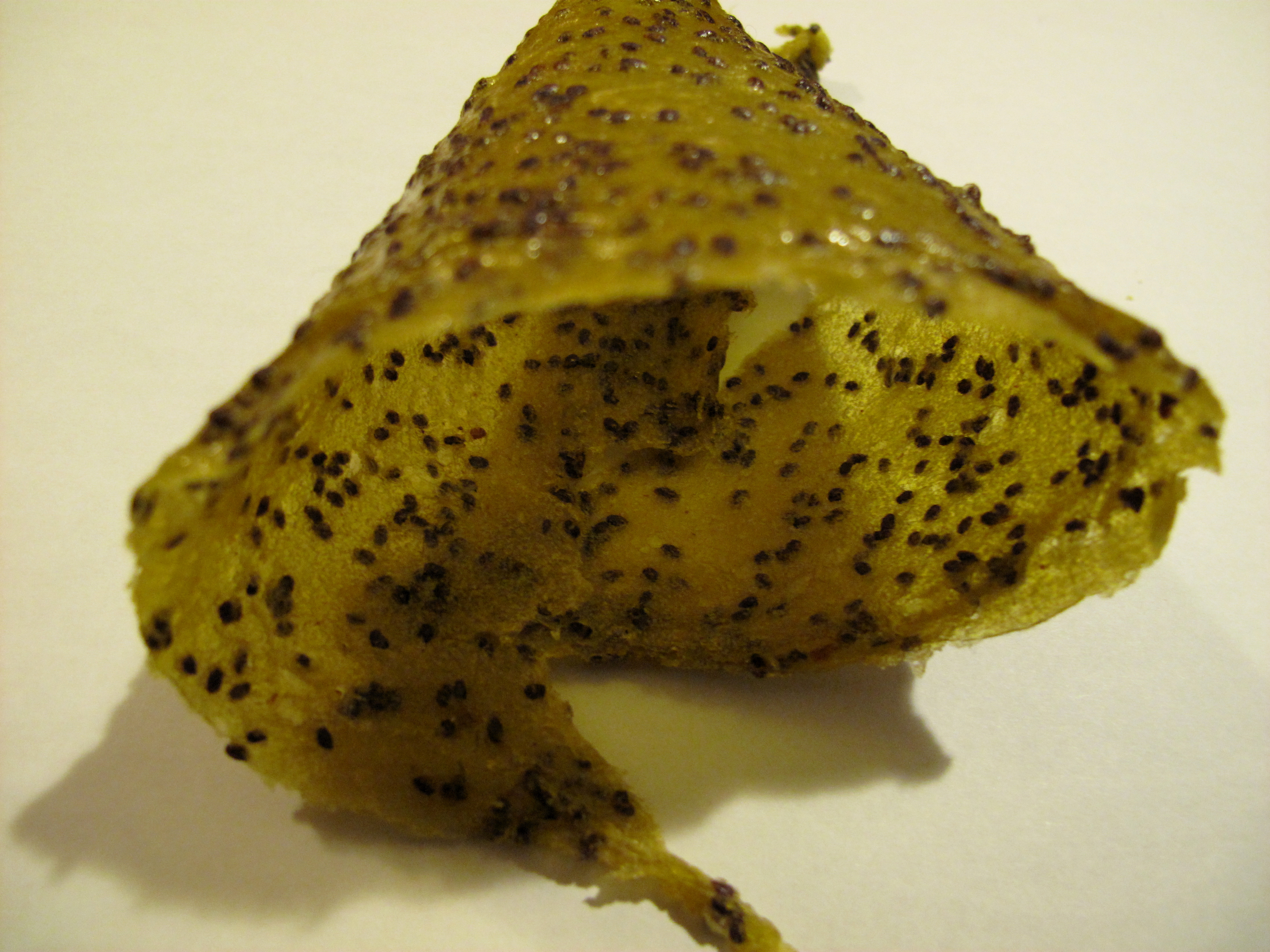
Rouleau de cuir de kiwi.

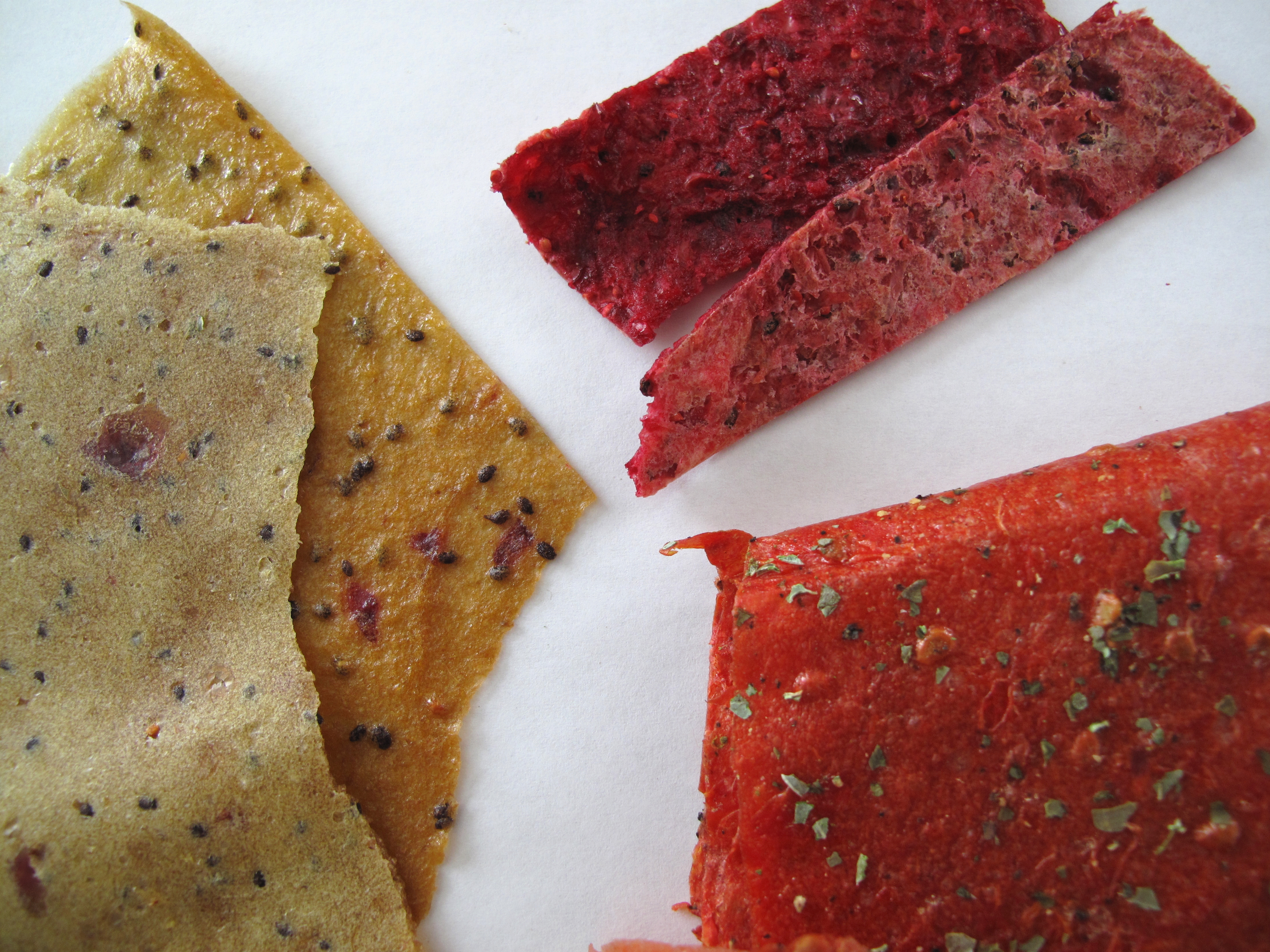
Cuir de kiwis, bananes, pommes et raisins ; cuir de canneberges, pommes, kiwis et bananes ; cuir de tomates avec basilic et poivre noir.

Le cuir de fruit est une compote ou une purée de fruits déshydratée. La purée liquide est disposée sur un plateau de déshydrateur ou dans un four et va sécher en gardant sa forme aplatie de flaque. Découpé en morceaux, le résultat aura l'épaisseur et la consistance de lanières de cuir, d'où l'appellation anglaise fruit leather, dont « cuir de fruit » est la traduction littérale. On peut aussi préparer des cuirs avec d'autres ingrédients, comme des légumes. 

## Dans le commerce
Le cuir de fruit commercial aurait été introduit aux États-Unis par un entrepreneur d'origine libanaise, George Shalhoub, avec ses Joray Fruit Rolls. Il poursuit la tradition maghrébine en utilisant principalement des abricots dans ses préparations.
Plusieurs compagnies fabriquent des rouleaux aux fruits en forme de feuilles enroulées qui sont généralement additionnés de sucre et d'arômes artificiels.